# Hüseyin Ince
Hüseyin Ince (* 10. Februar 1972 in Darende, Türkei) ist ein deutscher Kardiologe und Wissenschaftler am Universitätsklinikum Rostock sowie Direktor bei Vivantes in Berlin.

## Leben
Nach dem Abitur 1991 in Salzgitter-Bad studierte Ince von 1992 bis 1999 Medizin an den Universitäten Hamburg sowie Brüssel. 1995 promovierte er an der Universität Hamburg mit der Arbeit Mutationsanalyse bei 42 Patienten mit Mukopolysaccharidose Typ III A (Sanfilippo A). Identifikation von 16 neuen Mutationen. Seine Facharztausbildung im Bereich Innere Medizin und Kardiologie am Universitätsklinikum Hamburg führte ihn nach zwei Jahren zum Universitätsklinikum Rostock, dort schloss er seine Facharztausbildung 2005 ab und habilitierte sich mit dem Thema Endovaskuläre Implantation von Stentgrafts beim thorakalen Aortenaneurysma unter prognostischen Gesichtspunkten. 2008 wurde er zum Außerplanmäßigen Professor, 2017 zum Ordentlichen Professor für Kardiologie am Zentrum für Kardiologie der Universität Rostock berufen. Seit 2013 ist Ince zudem Direktor an der Klinik für Kardiologie, Allgemeine Innere Medizin und konservative Intensivmedizin bei Vivantes, Klinikum im Friedrichshain, Am Urban und Klinikum Neukölln in Berlin.